# 包尔汉·沙希迪
包尔汉·沙希迪（維吾爾語：بۇرھان شەھىدى‎，拉丁维文：Burhan Shehidi，又译鮑爾漢，1894年10月3日—1989年8月27日），塔塔尔族，祖籍新疆阿克苏温宿，生于俄国喀山省捷秋希县，中国革命家，中国共产党、中华人民共和国政治人物，原副国级领导人。曾在第二次國共內戰中協助新疆和平解放。

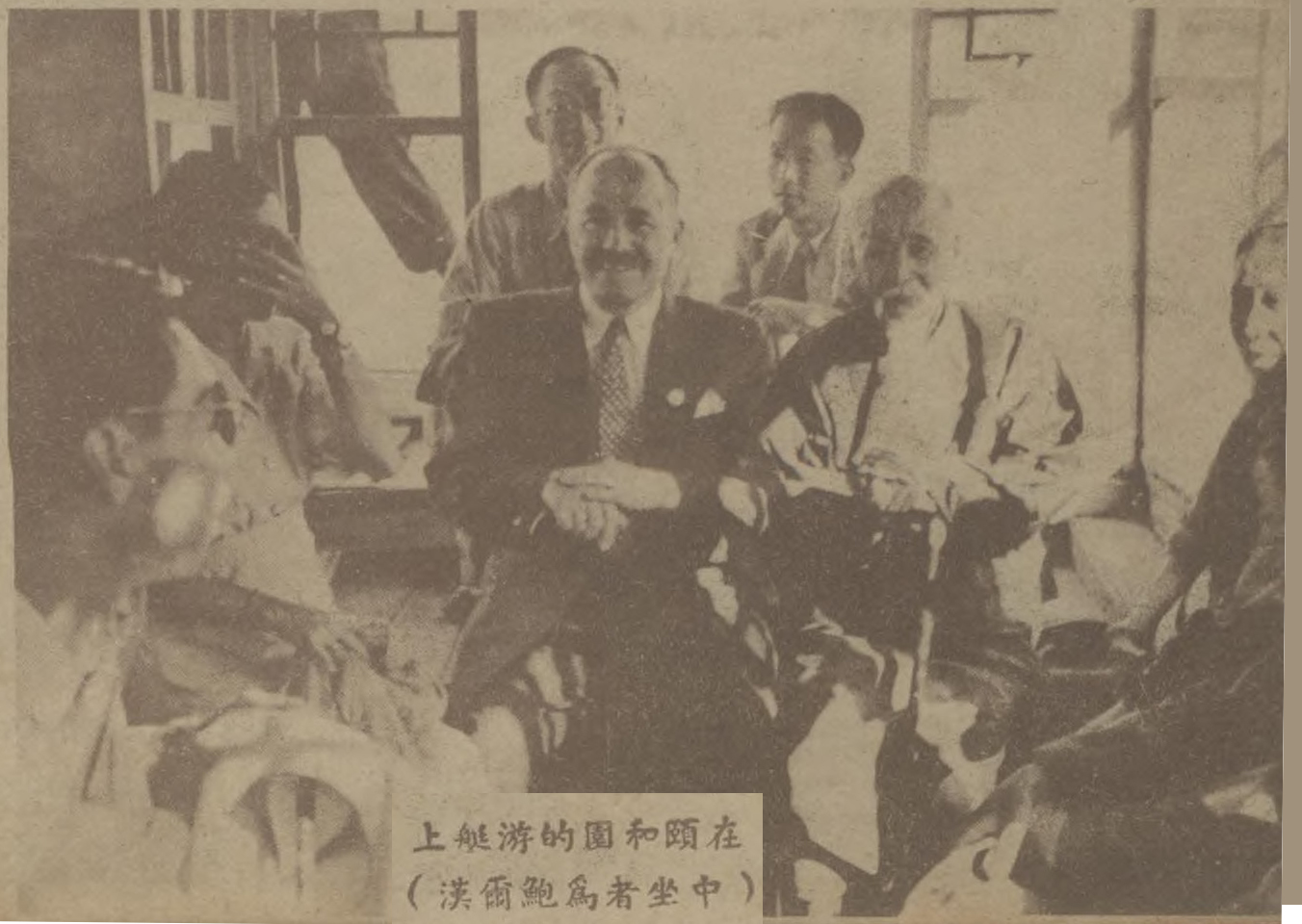
包尔汉（中）在北京颐和园的游艇上

## 生平
1894年10月3日出生于俄国喀山省捷秋希县。1912年回到中国。
1929年留学德国柏林洪堡大學。
1934年经莫斯科回到新疆。
1938年3月底，盛世才打电报叫担任驻斋桑领事的包尔汉回迪化汇报工作，在离精河县城二十华里的地方被逮捕，于4月12日送进新疆第二监狱。1944年8月盛世才离开迪化到南京任农林部长后，包尔汉被释放。
1946年任新疆省聯合政府副主席。
1947年5月，被撤销新疆省副主席的职务，改任國民政府政務委員。
1948年12月30日，新疆省政府改組，包爾漢任主席:8763。

### 投共
1949年9月，通电脱离中華民國政府。12月27日，由王震、徐立清介绍加入中国共产党。任中共中央新疆分局常委、西北军政委员会委员。
1952年之后历任中国伊斯兰教协会主任、全国人大民族委员会副主任委员、全国政协副主席等职。
1989年8月27日在北京逝世，享年95岁。